# Lay de Jong
Lay de Jong (7 de marzo de 1995) es un deportista neerlandés que compite en remo. Ganó una medalla de bronce en el Campeonato Europeo de Remo de 2021, en la prueba de cuatro scull ligero.

## Palmarés internacional
| Campeonato Europeo | Campeonato Europeo | Campeonato Europeo | Campeonato Europeo  |
| Año                | Lugar              | Medalla            | Prueba              |
| ------------------ | ------------------ | ------------------ | ------------------- |
| 2021               | Varese (Italia)    | Medalla de bronce  | Cuatro scull ligero |